# Marele Premiu al Austriei din 2024
Marele Premiu al Austriei din 2024 (cunoscut oficial ca Formula 1 Qatar Airways Austrian Grand Prix 2024) a fost o cursă auto de Formula 1 ce s-a desfășurat pe 30 iunie 2024 pe circuitul Red Bull Ring din Spielberg, Austria. Cursa a fost cea de-a unsprezecea etapă a Campionatului Mondial de Formula 1 FIA din 2024, și al treilea weekend de Mare Premiu al sezonului care utilizează formatul sprint.
Max Verstappen de la Red Bull Racing a câștigat sprintul plecând din pole position și, de asemenea, a obținut pole-ul și pentru cursa principală. Verstappen a condus cea mai mare parte a cursei, dar cu opt tururi înainte de final, el și Lando Norris de la McLaren s-au ciocnit în timp ce luptau pentru poziția de lider. Acest lucru i-a făcut pe ambii piloți să piardă poziții, Verstappen revenind pe locul cinci, iar Norris abandonând cursa din cauza daunelor suferite în urma coliziunii. George Russell a obținut a doua sa victorie din carieră, precum și prima victorie pentru Mercedes de la Marele Premiu de la São Paulo din 2022. Russell a fost însoțit pe podium de coechipierul lui Norris, Oscar Piastri, și de pilotul de la Ferrari Carlos Sainz Jr..

## Context
Furnizorul de anvelope Pirelli a adus compușii de anvelope C3, C4 și C5 (denumiți duri, medii și, respectiv, moi) pentru ca echipele să le folosească la eveniment.

## Sprint

### Calificările pentru sprint
Calificările pentru cursa sprint au avut loc vineri, 28 iunie 2024, cu începere de la ora locală 12:30 CEST (UTC+2), 13:30 EEST.
| Poz.                  | Nr. | Pilot            | Constructor                  | Timpi calificări | Timpi calificări | Timpi calificări | Grila sprint |
| Poz.                  | Nr. | Pilot            | Constructor                  | SQ1              | SQ2              | SQ3              | Grila sprint |
| --------------------- | --- | ---------------- | ---------------------------- | ---------------- | ---------------- | ---------------- | ------------ |
| 1                     | 1   | Max Verstappen   | Red Bull Racing-Honda RBPT   | 1:05,690         | 1:05,186         | 1:04,686         | 1            |
| 2                     | 4   | Lando Norris     | McLaren-Mercedes             | 1:05,786         | 1:05,561         | 1:04,779         | 2            |
| 3                     | 81  | Oscar Piastri    | McLaren-Mercedes             | 1:06,081         | 1:05,379         | 1:04,987         | 3            |
| 4                     | 63  | George Russell   | Mercedes                     | 1:05,764         | 1:05,325         | 1:05,054         | 4            |
| 5                     | 55  | Carlos Sainz Jr. | Ferrari                      | 1:05,781         | 1:05,435         | 1:05,126         | 5            |
| 6                     | 44  | Lewis Hamilton   | Mercedes                     | 1:06,504         | 1:05,539         | 1:05,270         | 6            |
| 7                     | 11  | Sergio Pérez     | Red Bull Racing-Honda RBPT   | 1:06,256         | 1:05,612         | 1:06,008         | 7            |
| 8                     | 31  | Esteban Ocon     | Alpine-Renault               | 1:06,343         | 1:05,686         | 1:06,101         | 8            |
| 9                     | 10  | Pierre Gasly     | Alpine-Renault               | 1:06,465         | 1:05,757         | 1:06,624         | 9            |
| 10                    | 16  | Charles Leclerc  | Ferrari                      | 1:06,149         | 1:05,526         | Fără timp        | 10           |
| 11                    | 20  | Kevin Magnussen  | Haas-Ferrari                 | 1:06,387         | 1:05,806         | N/A              | 11           |
| 12                    | 18  | Lance Stroll     | Aston Martin Aramco-Mercedes | 1:06,037         | 1:05,847         | N/A              | 12           |
| 13                    | 14  | Fernando Alonso  | Aston Martin Aramco-Mercedes | 1:06,487         | 1:05,878         | N/A              | 13           |
| 14                    | 22  | Yuki Tsunoda     | RB-Honda RBPT                | 1:06,557         | 1:05,960         | N/A              | 14           |
| 15                    | 2   | Logan Sargeant   | Williams-Mercedes            | 1:06,518         | Fără timp        | N/A              | 15           |
| 16                    | 3   | Daniel Ricciardo | RB-Honda RBPT                | 1:06,581         | N/A              | N/A              | 16           |
| 17                    | 27  | Nico Hülkenberg  | Haas-Ferrari                 | 1:06,583         | N/A              | N/A              | 17           |
| 18                    | 77  | Valtteri Bottas  | Kick Sauber-Ferrari          | 1:06,725         | N/A              | N/A              | 18           |
| 19                    | 23  | Alexander Albon  | Williams-Mercedes            | 1:06,754         | N/A              | N/A              | LB           |
| 20                    | 24  | Zhou Guanyu      | Kick Sauber-Ferrari          | 1:07,197         | N/A              | N/A              | 19           |
| Regula 107%: 1:10,288 |     |                  |                              |                  |                  |                  |              |
| Sursa:                |     |                  |                              |                  |                  |                  |              |

Note
- ^1 – Alexander Albon s-a calificat pe locul 19, dar a fost nevoit să înceapă sprintul de la boxe din cauza modificărilor aduse configurației mașinii sale în timpul condițiilor de parc fermé.[5]

### Cursa sprint
Sprintul s-a desfășurat sâmbătă, 29 iunie 2024, având startul la ora locală 12:00 CEST (UTC+2), 13:00 EEST, cu distanța de 23 de tururi.
| Poz.                                                                    | Nr. | Pilot            | Constructor                  | Tururi | Timp/Abandon | Grilă | Puncte |
| ----------------------------------------------------------------------- | --- | ---------------- | ---------------------------- | ------ | ------------ | ----- | ------ |
| 1                                                                       | 1   | Max Verstappen   | Red Bull Racing-Honda RBPT   | 23     | 26:41,389    | 1     | 8      |
| 2                                                                       | 81  | Oscar Piastri    | McLaren-Mercedes             | 23     | +4,616       | 3     | 7      |
| 3                                                                       | 4   | Lando Norris     | McLaren-Mercedes             | 23     | +5,348       | 2     | 6      |
| 4                                                                       | 63  | George Russell   | Mercedes                     | 23     | +8,354       | 4     | 5      |
| 5                                                                       | 55  | Carlos Sainz Jr. | Ferrari                      | 23     | +9,989       | 5     | 4      |
| 6                                                                       | 44  | Lewis Hamilton   | Mercedes                     | 23     | +11,207      | 6     | 3      |
| 7                                                                       | 16  | Charles Leclerc  | Ferrari                      | 23     | +13,424      | 10    | 2      |
| 8                                                                       | 11  | Sergio Pérez     | Red Bull Racing-Honda RBPT   | 23     | +17,409      | 7     | 1      |
| 9                                                                       | 20  | Kevin Magnussen  | Haas-Ferrari                 | 23     | +24,067      | 11    |        |
| 10                                                                      | 18  | Lance Stroll     | Aston Martin Aramco-Mercedes | 23     | +30,175      | 12    |        |
| 11                                                                      | 31  | Esteban Ocon     | Alpine-Renault               | 23     | +30,839      | 8     |        |
| 12                                                                      | 10  | Pierre Gasly     | Alpine-Renault               | 23     | +31,308      | 9     |        |
| 13                                                                      | 22  | Yuki Tsunoda     | RB-Honda RBPT                | 23     | +35,452      | 14    |        |
| 14                                                                      | 3   | Daniel Ricciardo | RB-Honda RBPT                | 23     | +39,397      | 16    |        |
| 15                                                                      | 14  | Fernando Alonso  | Aston Martin Aramco-Mercedes | 23     | +43,155      | 13    |        |
| 16                                                                      | 2   | Logan Sargeant   | Williams-Mercedes            | 23     | +44,076      | 15    |        |
| 17                                                                      | 23  | Alexander Albon  | Williams-Mercedes            | 23     | +44,673      | LB    |        |
| 18                                                                      | 77  | Valtteri Bottas  | Kick Sauber-Ferrari          | 23     | +46,511      | 18    |        |
| 19                                                                      | 27  | Nico Hülkenberg  | Haas-Ferrari                 | 23     | +48,423      | 17    |        |
| 20                                                                      | 24  | Zhou Guanyu      | Kick Sauber-Ferrari          | 23     | +53,143      | 19    |        |
| Cel mai rapid tur: Lando Norris (McLaren-Mercedes) – 1:08,935 (turul 2) |     |                  |                              |        |              |       |        |
| Sursa:                                                                  |     |                  |                              |        |              |       |        |

Note
- ^1 – Distanța de sprint a fost programată pentru 24 de tururi înainte de a fi scurtată cu un tur din cauza unei proceduri de start întreruptă.[6]
- ^2 – Nico Hülkenberg a terminat pe locul 14 pe circuit, dar a primit o penalizare de zece secunde după start pentru că l-a forțat în afara circuitului pe Fernando Alonso în virajul 3.[6][7]

## Marele Premiu

### Calificări
Calificările pentru Marele Premiu au avut loc pe 29 iunie 2024, începând cu ora locală 16:00 CEST (UTC+2), ora 17:00 EEST.
| Poz.                  | Nr. | Pilot            | Constructor                  | Timpi calificări | Timpi calificări | Timpi calificări | Grila finală |
| Poz.                  | Nr. | Pilot            | Constructor                  | Q1               | Q2               | Q3               | Grila finală |
| --------------------- | --- | ---------------- | ---------------------------- | ---------------- | ---------------- | ---------------- | ------------ |
| 1                     | 1   | Max Verstappen   | Red Bull Racing-Honda RBPT   | 1:05,336         | 1:04,469         | 1:04,314         | 1            |
| 2                     | 4   | Lando Norris     | McLaren-Mercedes             | 1:05,450         | 1:05,103         | 1:04,718         | 2            |
| 3                     | 63  | George Russell   | Mercedes                     | 1:05,585         | 1:05,016         | 1:04,840         | 3            |
| 4                     | 55  | Carlos Sainz Jr. | Ferrari                      | 1:05,263         | 1:05,016         | 1:04,851         | 4            |
| 5                     | 44  | Lewis Hamilton   | Mercedes                     | 1:05,541         | 1:05,053         | 1:04,903         | 5            |
| 6                     | 16  | Charles Leclerc  | Ferrari                      | 1:05,509         | 1:05,104         | 1:05,044         | 6            |
| 7                     | 81  | Oscar Piastri    | McLaren-Mercedes             | 1:05,311         | 1:05,070         | 1:05,048         | 7            |
| 8                     | 11  | Sergio Pérez     | Red Bull Racing-Honda RBPT   | 1:05,587         | 1:05,144         | 1:05,202         | 8            |
| 9                     | 27  | Nico Hülkenberg  | Haas-Ferrari                 | 1:05,596         | 1:05,262         | 1:05,385         | 9            |
| 10                    | 31  | Esteban Ocon     | Alpine-Renault               | 1:05,574         | 1:05,274         | 1:05,883         | 10           |
| 11                    | 3   | Daniel Ricciardo | RB-Honda RBPT                | 1:05,569         | 1:05,289         | N/A              | 11           |
| 12                    | 20  | Kevin Magnussen  | Haas-Ferrari                 | 1:05,508         | 1:05,347         | N/A              | 12           |
| 13                    | 10  | Pierre Gasly     | Alpine-Renault               | 1:05,598         | 1:05,359         | N/A              | 13           |
| 14                    | 22  | Yuki Tsunoda     | RB-Honda RBPT                | 1:05,563         | 1:05,412         | N/A              | 14           |
| 15                    | 14  | Fernando Alonso  | Aston Martin Aramco-Mercedes | 1:05,656         | 1:05,639         | N/A              | 15           |
| 16                    | 23  | Alexander Albon  | Williams-Mercedes            | 1:05,736         | N/A              | N/A              | 16           |
| 17                    | 18  | Lance Stroll     | Aston Martin Aramco-Mercedes | 1:05,819         | N/A              | N/A              | 17           |
| 18                    | 77  | Valtteri Bottas  | Kick Sauber-Ferrari          | 1:05,847         | N/A              | N/A              | 18           |
| 19                    | 2   | Logan Sargeant   | Williams-Mercedes            | 1:05,856         | N/A              | N/A              | 19           |
| 20                    | 24  | Zhou Guanyu      | Kick Sauber-Ferrari          | 1:06,061         | N/A              | N/A              | LB           |
| Regula 107%: 1:09,831 |     |                  |                              |                  |                  |                  |              |
| Sursa:                |     |                  |                              |                  |                  |                  |              |

Note
- ^1 – Zhou Guanyu s-a calificat pe locul 20, dar a fost nevoit să înceapă cursa de la boxe din cauza modificărilor aduse configurației mașinii sale în condiții de parc fermé.[9]

### Cursa
Cursa principală a avut loc pe 30 iunie 2024, începând cu ora locală 15:00 CEST (UTC+2), ora 16:00 EEST, și a durat 71 de tururi.
| Poz.                                                                                    | Nr. | Pilot            | Constructor                  | Tururi | Timp/Abandon | Grilă | Puncte |
| --------------------------------------------------------------------------------------- | --- | ---------------- | ---------------------------- | ------ | ------------ | ----- | ------ |
| 1                                                                                       | 63  | George Russell   | Mercedes                     | 71     | 1:24:22,798  | 3     | 25     |
| 2                                                                                       | 81  | Oscar Piastri    | McLaren-Mercedes             | 71     | +1,906       | 7     | 18     |
| 3                                                                                       | 55  | Carlos Sainz Jr. | Ferrari                      | 71     | +4,533       | 4     | 15     |
| 4                                                                                       | 44  | Lewis Hamilton   | Mercedes                     | 71     | +23,142      | 5     | 12     |
| 5                                                                                       | 1   | Max Verstappen   | Red Bull Racing-Honda RBPT   | 71     | +37,253      | 1     | 10     |
| 6                                                                                       | 27  | Nico Hülkenberg  | Haas-Ferrari                 | 71     | +54,088      | 9     | 8      |
| 7                                                                                       | 11  | Sergio Pérez     | Red Bull Racing-Honda RBPT   | 71     | +54,672      | 8     | 6      |
| 8                                                                                       | 20  | Kevin Magnussen  | Haas-Ferrari                 | 71     | +1:00,355    | 12    | 4      |
| 9                                                                                       | 3   | Daniel Ricciardo | RB-Honda RBPT                | 71     | +1:01,169    | 11    | 2      |
| 10                                                                                      | 10  | Pierre Gasly     | Alpine-Renault               | 71     | +1:01,766    | 13    | 1      |
| 11                                                                                      | 16  | Charles Leclerc  | Ferrari                      | 71     | +1:07,056    | 6     |        |
| 12                                                                                      | 31  | Esteban Ocon     | Alpine-Renault               | 71     | +1:08,325    | 10    |        |
| 13                                                                                      | 18  | Lance Stroll     | Aston Martin Aramco-Mercedes | 70     | +1 tur       | 17    |        |
| 14                                                                                      | 22  | Yuki Tsunoda     | RB-Honda RBPT                | 70     | +1 tur       | 14    |        |
| 15                                                                                      | 23  | Alexander Albon  | Williams-Mercedes            | 70     | +1 tur       | 16    |        |
| 16                                                                                      | 77  | Valtteri Bottas  | Kick Sauber-Ferrari          | 70     | +1 tur       | 18    |        |
| 17                                                                                      | 24  | Zhou Guanyu      | Kick Sauber-Ferrari          | 70     | +1 tur       | LB    |        |
| 18                                                                                      | 14  | Fernando Alonso  | Aston Martin Aramco-Mercedes | 70     | +1 tur       | 15    |        |
| 19                                                                                      | 2   | Logan Sargeant   | Williams-Mercedes            | 69     | +2 tururi    | 19    |        |
| 20                                                                                      | 4   | Lando Norris     | McLaren-Mercedes             | 64     | Avarii       | 2     |        |
| Cel mai rapid tur: Fernando Alonso (Aston Martin Aramco-Mercedes) – 1:07,694 (turul 70) |     |                  |                              |        |              |       |        |
| Sursa:                                                                                  |     |                  |                              |        |              |       |        |

Note
- ^1 – Max Verstappen a primit o penalizare de timp de zece secunde pentru că a provocat o coliziune cu Lando Norris. Poziția sa finală nu a fost afectată de penalizare.[10][13]
- ^2 – Alexander Albon a terminat pe locul 14, dar a primit o penalizare de timp de cinci secunde pentru că a trecut linia de delimitare la intrarea la boxe.[10]
- ^3 – Lando Norris a fost clasificat întrucât a parcurs mai mult de 90% din distanța cursei. De asemenea, el a primit o penalizare de timp de cinci secunde pentru depășirea limitelor pistei. Penalizarea nu a făcut nicio diferență, el fiind clasat pe ultima poziție în ciuda faptului că nu a terminat.[10]

## Clasamentele campionatelor după cursă
|        | Poz. | Pilot            | Pct. |
| ------ | ---- | ---------------- | ---- |
|        | 1    | Max Verstappen   | 237  |
|        | 2    | Lando Norris     | 156  |
|        | 3    | Charles Leclerc  | 150  |
|        | 4    | Carlos Sainz Jr. | 135  |
|        | 5    | Sergio Pérez     | 118  |
| Sursa: |      |                  |      |

|        | Poz. | Constructor                  | Pct. |
| ------ | ---- | ---------------------------- | ---- |
|        | 1    | Red Bull Racing-Honda RBPT   | 355  |
|        | 2    | Ferrari                      | 291  |
|        | 3    | McLaren-Mercedes             | 268  |
|        | 4    | Mercedes                     | 196  |
|        | 5    | Aston Martin Aramco-Mercedes | 58   |
| Sursa: |      |                              |      |

- Notă: Doar primele cinci locuri sunt prezentate în ambele clasamente.